# Paul Gourret
Paul Gabriel Marie Gourret (né le 15 janvier 1859 à Roquevaire et mort le 7 avril 1903 en Suisse) est un zoologiste français connu pour ses recherches en zoologie marine et ses travaux sur l'industrie de la pêche. Il travaille aussi sur les algues.

## Biographie
Il fait ses études de sciences naturelles à Marseille, et est, par la suite, chargé de cours à la faculté des sciences de Lyon. En novembre 1886, il est nommé professeur auxiliaire de zoologie à l'école de médecine de Marseille. À partir de mai 1893, il est directeur adjoint de la station zoologique de Marseille plus connue sous le nom de station marine d'Endoume.
Il est membre du comité consultatif des pêches maritimes du ministère de la Marine et, en 1902, il est nommé chevalier de la Légion d'honneur.
Le genre Gourretia de la famille de Callianassidae fut créé en son honneur,.
Il est par ailleurs le père de Léon Gourret, ingénieur, le grand-père de l'historien musicologue Jean Gourret et l'arrière-grand-père de l'écrivain Philippe Guénin.

## Publications choisies
Paul Gourret est à la tête d'un grand nombre de publications, dont :
- Sur les péridiniens du Golfe de Marseille, 1883
- Considérations sur la faune pélagique du golfe de Marseille, 1884
- Révision des crustacés podophthalmes de golfe de Marseille suivie d'un essai de classification de la classe des crustacés, 1888
- Les pêcheries et les poissons de la Méditerranée (Provence), 1894 [6]